# Karang Gayam (Omben)
Karang Gayam is een bestuurslaag in het regentschap Sampang van de provincie Oost-Java, Indonesië. Karang Gayam telt 4336 inwoners (volkstelling 2010).